# Bertioga
Bertioga este un oraș în São Paulo (SP), Brazilia.
1. ↑   http://www.bertioga.sp.gov.br/servicos-online/servicos-para-o-cidadao/historia/, accesat în 7 noiembrie 2019 Lipsește sau este vid: |title= (ajutor)